# Audiometrie
Audiometrie je jedna z metod vyšetření sluchu. Jde o vyšetření prováděné pomocí tónového generátoru, kterým se testuje citlivost sluchu na jednotlivé tóny.

## Fyziologický princip metody

Princip tonotopického vnímání ve vnitřním uchu

Podstatnou metody je způsob vnímání zvuku v Cortiho orgánu vnitřního ucha. Bazilární membrána Cortiho orgánu, která je na schematickém obrázku žlutě, má malou šířku na začátku hlemýždě a směrem ke konci hlemýždě se rozšiřuje. Je-li do prostoru vnitřního ucha přivedeno akustické vlnění, dochází k přenosu mechanické energie z tekutiny (tzv. perilymfy) mimo jiné i na bazilární membránu a k jejímu rozkmitání. Množství energie, která přestoupí však závisí na místních mechanických vlastnostech bazilární membrány. Pokud je frekvence akustického vlnění rovna rezonanční frekvenci malého úseku bazilární membrány, dochází v daném místě k velkému přenosu energie a tím k rozkmitání daného úseku bazilární membrány. Tento rozkmit je vnímán vláskovými buňkami, převeden na nervové impulzy a cestou VIII. hlavového nervu (nervus vestibulocochlearis) přenesen do mozku k dalšímu zpracování a vyhodnocení. Pokud se však frekvence akustického vlnění liší od rezonanční frekvence daného místa bazilární membrány, dochází jen k malému přenosu energie, bazilární membrána se rozkmitá jen nepatrně a nedochází ke vzniku nervového impulzu.
Při vnímání běžného zvuku jde o směs celé řady frekvencí, Cortiho orgán je tak stimulován na několika místech současně. Mozek tento vjem později interpretuje jako barvu tónu. Pokud je třeba měřit vlastnosti bazilární membrány bod po bodu, je nutné použít čistý tón, tedy zvuk pouze o jediné frekvenci.
Dalším důležitým aspektem při měření citlivosti sluchu je to, že existují dvě cesty, kterými se dostává zvukové vlnění do Cortiho orgánu. Tou hlavní cestou je tzv. vzdušné vedení, kdy jsou akustické vibrace přenášeny cestou bubínku a kůstek středního ucha do vnitřního ucha. Zejména pro nižší frekvence a za patologických okolností se uplatňuje i kostní vedení, při kterém jsou akustické vibrace přenášeny do vnitřního ucha tím, že zvuk rozechvívá přímo lebeční kosti.

## Provedení metody
Při vlastním měření je vyšetřovaný umístěn do zvukotěsné místnosti a na uši si nasadí sluchátka. Vyšetřující, obvykle zdravotní sestra, postupně zesiluje intenzitu čistého tónu z předem daného výčtu tónů a v okamžiku, kdy vyšetřovaný slyší tón, signalizuje to pomocí světelného zařízení. Vyšetřující zaznamená hladinu intenzity zvuku, který vyšetřovaný právě slyšel (práh intenzity) a přejde na další frekvenci. Po vyčerpání všech měřených frekvencí se totéž zopakuje i pro druhé ucho. Protože lidské ucho nemá lineární charakteristiku, tj. je různě citlivé na různé frekvence, bývá stupnice audiometru kalibrována přímo v jednotkách subjektivního vnímání (hladina hlasitosti). I když jednotkou hladiny hlasitosti je fón, na audiogramech je však mnohdy chybně označena jednotka decibel.
V případě, že je to žádoucí, doplňuje se ještě vyšetření kostního vedení zvuku. Místo sluchátek se jako zdroj vlnění použije vibrátor, kterým se rozechvívá processus mastoideus (část spánkové kosti).

Příklady audiogramů
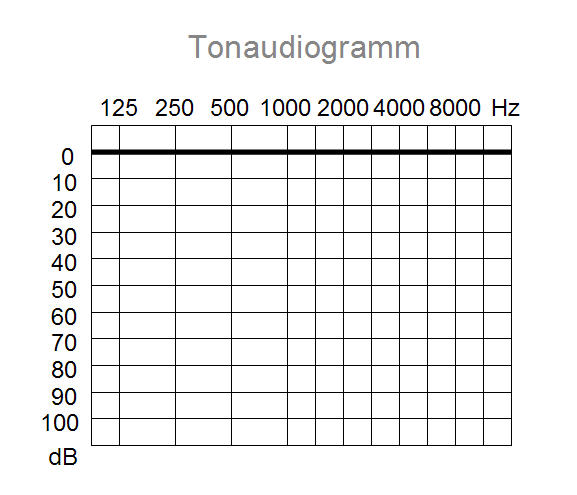
Prázdný formulář
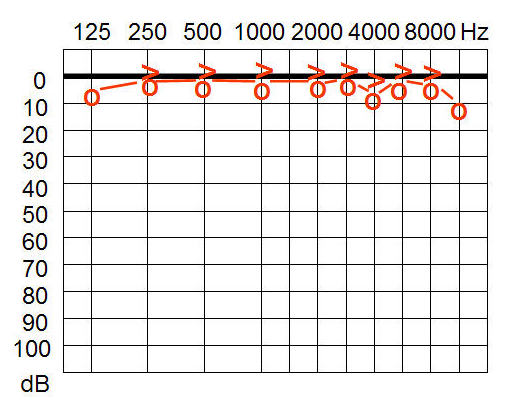
Normální nález
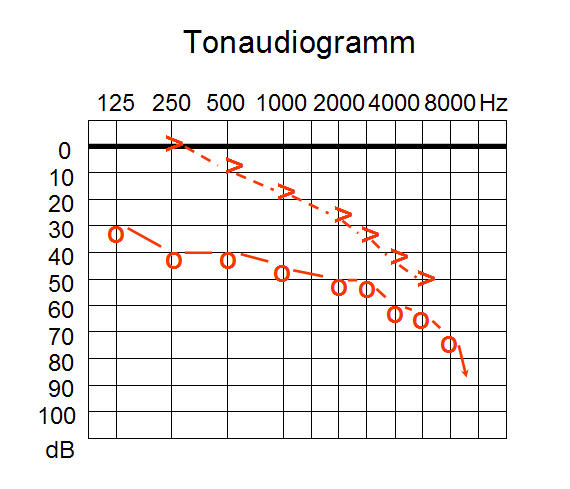
Vada sluchu

## Využití výsledků
Metoda umožňuje poměrně dobře objektivizovat a kvantifikovat ztrátu sluchu. Porovnáním vzduchového a kostního vedení lze rozlišit mezi vadami způsobenými poruchou vedení zvuku do vnitřního ucha a poruchou způsobenou poškozením vnitřního ucha. Při ztrátě sluchu lze využít audiogramu k přednastavení naslouchadla tak, aby nezkreslovalo vnímaný zvuk a kompenzovalo poškození sluchu u daného pacienta.
Na audiogramu lze prokázat i profesionální poškození sluchu.
Pokud je riziko, že vyšetřovaný poškození sluchu simuluje, popřípadě pokud je podezření, že ke ztrátě sluchu došlo na vyšších etážích sluchové dráhy, lze objektivizovat i vlastní vnímání sluchu pomocí měření evokovaných potenciálů.